# Janowiczki (województwo pomorskie)
Janowiczki (kaszb. Môłé Janowice lub też Janojce, niem. Klein Jannewitz) – osada kaszubska w Polsce położona w województwie pomorskim, w powiecie lęborskim, w gminie Nowa Wieś Lęborska. Wieś jest siedzibą sołectwa Janowiczki w którego skład wchodzą również miejscowości Rozgorze i Janowice.
W latach 1975–1998 miejscowość administracyjnie należała do województwa słupskiego.